# Instytut Nauk Społecznych przy KC KPZR
Instytut Nauk Społecznych przy KC KPZR (ros. Институт общественных наук при ЦК КПСС) – instytucja badawczo-edukacyjna Komitetu Centralnego KPZR, która szkoliła kadrę przywódczo-dowódczą dla partii komunistycznych i lewicowych krajów niesocjalistycznych, w tym ruchów wyzwolenia narodowego w krajach Trzeciego Świata, oraz badała ich problemy. Instytut został powołany w 1962, kontynuując działalność Międzynarodowej Szkoły Leninowskiej. Pracował w utajnieniu, podlegając bezpośrednio kierownictwu Wydziału Międzynarodowego KC KPZR. Szkolenie prowadzono w językach obcych. Został zlikwidowany w sierpniu 1991. 

## Historia
Powodem powstania INS było poszukiwanie skutecznych sposobów wpływania na partie komunistyczne, ponieważ bezpośredni wpływ dyrektyw Moskwy na ich przywództwo osłabł w okresie po Stalinie. Pierwszy rektor, Fiodor Ryżenko, uzyskał całkowitą swobodę w zatrudnianiu zdolnych i innowacyjnych ludzi, nawet jeśli ich wiarygodność mogłaby budzić wątpliwości KGB. Przeszkolono personel, który wykładał w językach obcych. Potrzeba zatrudnienia kreatywnych pracowników wynikała z dyskusji, które rozwinęły się w ruchu lewicy z jednej strony z europejskimi komunistami, z drugiej strony z lewicowymi radykałami, w tym zwolennikami Fidela Castro, który stworzył w Ameryce Łacińskiej sieć równoległych organizacji komunistycznych zależnych nie od Moskwy, ale od Hawany.
„Słuchacze również wymagali, zwykłe wykłady propagandowe wygłaszane przez wyższych urzędników partyjnych w INS poniosły porażkę. Moje przygotowanie socjologiczne, a zwłaszcza moje zainteresowanie problemami społecznymi młodzieży, którymi interesował się międzynarodowy ruch komunistyczny, okazały się tutaj bardzo potrzebne.” - Igor Kon
Nastroje antybiurokratyczne, zewnętrzne formy protestu przeciwko establishmentowi (długie włosy, brody, podarte dżinsy) i idee rewolucji seksualnej były popularne wśród młodych ludzi z zachodnich partii komunistycznych. Ryżenko wydał rozkaz zabraniający nauczycielom i tłumaczom instytutu noszenia czarnych garniturów i krótkich fryzur; zalecono zapuszczenie bród i długich włosów oraz noszenie dżinsów. W instytucie został otwarty specjalny sklep, w którym pracownicy instytutu mogli kupować modne ubrania zachodnich marek.
Aby szkolić studentów z nielegalnych organizacji w zakresie walki zbrojnej, na obrzeżach Moskwy utworzono oddziały INS: w Serebrjanym Borze (Серебряный Бор) i Litwinowce (Литвиновка), a także w majątku księcia Michaiła Szczerbatowa we wsi Nagornoje (Нагорное), w rejonie puszkińskim obwodu moskiewskiego (1972—1991), w którym wcześniej był dom wypoczynkowy KC KPZR (1965-1972). W latach 1962–1978 w instytucie wykładał Pantielejmon Ponomarienko, który w latach II wojny światowej był szefem centrali ruchu partyzanckiego.

## Rektorzy
- 1963—1975 - Fiodor Ryżenko (Фёдор Данилович Рыженко)
- 1975—1979 - W. Matkowski (В. Н. Матковский)
- 1979—1987 - Juryj Pankow (Юрий Николаевич Панков)
- 1987—1991 - Juryj Krasin (Юрий Андреевич Красин)

## Absolwenci
- Dimitris Christofias — prezydent Cypru (2008—2013)

## Siedziba
INS umieszczono w budynku z początku lat 50. Moskiewskiej Regionalnej Szkoły Partyjnej przy Leningradzkim Prospekcie (Ленинградский проспект) 49  (proj.  B. Brandenburg, W. Stiepanow, A. Kuźmin). W latach 1980—1986 wybudowano obok (nr. domu 55) budynek administracyjny INS (proj. A. Meerson, T. Penska, T. Bazilewicz). Po likwidacji Instytutu w 1991 kompleks budynków INS przy Leningradzkim Prospekcie 49-55 został przydzielony Fundacji Gorbaczowa, następnie w 1993 większość powierzchni zajmowanej przez fundusz została przydzielona Akademii Finansów, obecnie Uniwersytetowi Finansowemu. Na terenie byłego oddziału INS w miejscowości Nagornoje (Нагорное) znajduje się centrum szkoleniowe Akademii Państwowej Straży Pożarnej Ministerstwa ds. Sytuacji Nadzwyczajnych Rosji.